# 东晟良
东晟良（日语：／ Azuma Sera，1999年8月20日—）生于和歌山市，是一名日本女子击剑运动员，主攻花剑。她的姐姐东莉央和母亲同样也是击剑选手。她也受母亲影响在小学四年级时开始练习击剑。2018年，她从家乡和歌山移居至东京，进入日本体育大学就读。2022年4月正式从大学毕业。